# Televators
Televators – singel amerykańskiego zespołu The Mars Volta wydany w 2004 roku.

## Spis utworów
1. "Televators"
2. "Take the Veil Cerpin Taxt"
3. "Televators" (wideo)